# Atlanta californiensis
Atlanta californiensis är en snäckart som beskrevs av Seapy och Richter 1993. Atlanta californiensis ingår i släktet Atlanta och familjen Atlantidae. Inga underarter finns listade i Catalogue of Life.